# Rio Cladova (Bega)
O Rio Cladova é um rio da Romênia, afluente do Bega, localizado no distrito de Timiş.